# マイク・メンツァー
マイク・メンツァー（Mike Mentzer, 1951年11月15日 - 2001年6月10日）は、アメリカ合衆国の元IFBBプロボディービルダー。
ペンシルベニア州フィラデルフィアのジャーマンタウン出身のドイツ系アメリカ人。

## メンツァーのボディビルディング理論
メンツァーは、“出来ない回数を超える”フォースド・レップス、ネガティブ・レップス、スタティック・ホールド、フォースド・ネガティブなどの提唱で知られていた。全般的に、1種目につき1～2セットのみ、1つの筋群につき5種目を超えないようにとしている。
メンツァーと“ハイ・インテンシティ”トレーニングの信奉者は、かなりの過酷さ、正しいフォームで怪我なしで扱える高重量の使用を強いなければならないと信じた。
以下はメンツァーの原則に従ったワークアウト・ルーティンの例である。
- ワークアウト1：ベンチ・プレス - 1回5セットまたは8回を超えない重量で1セット

サイド・レイズ又はオーバーヘッド・プレス - 1セット
- ワークアウト2：デッドリフト - 1回5セット又はダンベル・シュラッグ - 1セット
- ワークアウト3：スクワット - 10回-6回-4回-2回 高重量ピラミッド

フロンタル・スクワット又はレッグ・プレス - 1セット
- 3週目の月曜日に再びワークアウト1に戻る

## コンテスト経歴
- 1971 Mr. America - AAU, 10th
- 1971 Teen Mr America - AAU, 2nd
- 1975 Mr. America - IFBB, Medium, 3rd
- 1975 Mr. USA - ABBA, Medium, 2nd
- 1976 Mr. America - IFBB, Overall Winner
- 1976 Mr. America - IFBB, Medium, 1st
- 1976 Mr. Universe - IFBB, MiddleWeight, 2nd
- 1977 North American Championships - IFBB, Overall Winner
- 1977 North American Championships - IFBB, MiddleWeight, 1st
- 1977 Mr. Universe - IFBB, HeavyWeight, 2nd
- 1978 USA vs the World - IFBB, HeavyWeight, 1st
- 1978 World Amateur Championships - IFBB, HeavyWeight, 1st
- 1979 Canada Pro Cup - IFBB, 2nd
- 1979 Florida Pro Invitational - IFBB, 1st
- 1979 Night of Champions - IFBB, 3rd
- 1979 Mr. Olympia - IFBB, HeavyWeight, 1st
- 1979 Pittsburgh Pro Invitational - IFBB, 2nd
- 1979 Southern Pro Cup - IFBB, 1st
- 1980 Mr. Olympia - IFBB, 5th